# 7 Dywizja Lotnictwa Myśliwskiego
7 Dywizja Lotnictwa Myśliwskiego  (7 DLM) – związek taktyczny lotnictwa myśliwskiego ludowego Wojska Polskiego.

## Formowanie i zmiany organizacyjne
Dywizja organizowana była w ramach dwuletniego planu przyspieszonego rozwoju wojska. Na podstawie rozkazu ministra obrony narodowej nr 0036/Org. z 7 kwietnia 1951 roku, w Krakowie rozpoczęto tworzyć dowództwo dywizji. Etat nr 6/124 dowództwa dywizji przewidywał 99 żołnierzy zawodowych i 5 kontraktowych.
Wobec załamania się planu przyspieszonego rozwoju wojsk, rozkazem MON nr 0078/Org. z 19 listopada 1952 roku wprowadzono nową organizację dywizji posiadającą tylko dwa pułki lotnictwa myśliwskiego.
Rozkazem nr 0054/Org. z 6 lipca 1957 roku, minister obrony narodowej polecił dowódcy Wojsk Lotniczych i Obrony Przeciwlotniczej rozformować dowództwo 7 Dywizji Lotnictwa Myśliwskiego OPL.

## Struktura organizacyjna
W skład 7 DLM miały wchodzić następujące jednostki:
- 2 pułk lotnictwa myśliwskiego OPL
- 39 pułk lotnictwa myśliwskiego OPL
- 40 pułk lotnictwa myśliwskiego OPL
- 78 kompania łączności
- 41 Ruchome Warsztaty Remontu Lotnictwa

Po zmianach w 1952 roku w skład 7 DLM weszły następujące jednostki:
- 2 pułk lotnictwa myśliwskiego OPL
- 39 pułk lotnictwa myśliwskiego OPL
- 78 kompania łączności
- 41 Ruchome Warsztaty Remontu Lotnictwa

## Dowódcy dywizji
- płk pil. Jan Frey-Bielecki 1951 -1954
- ppłk pil. Edward Chromy 1954 -1957